# Klugiodendron
Klugiodendron là một chi thực vật có hoa trong họ Đậu.